# Epidendrum purdiei
Epidendrum purdiei är en orkidéart som beskrevs av Eric Hágsater och E.Santiago. Epidendrum purdiei ingår i släktet Epidendrum och familjen orkidéer. Inga underarter finns listade i Catalogue of Life.